# Aviation (cocktail)
Pour les articles homonymes, voir Aviation (homonymie).
L’Aviation est un cocktail de type gin sour, de couleur légèrement bleu ciel. Sa couleur provient de l'ajout de crème de violette et a donné son nom au cocktail. Il aurait été créé en 1916 par le chef barman de l'hôtel Wallick de New York à l'époque des balbutiements de l'aéronautique et fait partie des cocktails historiques que l'International Bartenders Association (IBA), classé dans la liste des « Unforgettables » (« inoubliables » en anglais).
La crème de violette pouvant être difficile à trouver, elle est parfois omise, ce qui prive le cocktail de sa teinte bleutée.

## Recette
Selon l'International Bartenders Association, l'Aviation cocktail se compose des ingrédients suivants, frappés dans un shaker avec de la glace, filtrés puis servis dans une coupe ou un verre à cocktail refroidi :
- 4,5 cl de gin ;
- 1,5 cl de marasquin ;
- 1,5 cl de jus de citron frais pressé ;
- une cuillère de bar de crème de violette, soit environ 0,5 cl.

## Variantes
- Blue Moon, sans marasquin et en utilisant de la Crème Yvette comme liqueur de violette. Cette recette figurait au dos des bouteilles de Crème Yvette[1].
- Moonlight Cocktail, avec du Triple sec à la place du marasquin et du jus de citron vert à la place du jus de citron.